# Yōhei Ōtake
Yōhei Ōtake (japanisch 大竹 洋平 Ōtake Yōhei; * 2. Mai 1989 in der Präfektur Saitama) ist ein japanischer Fußballspieler.

## Karriere
Ōtake erlernte das Fußballspielen in der Jugendmannschaft von FC Tokyo. Seinen ersten Vertrag unterschrieb er 2008 bei FC Tokyo. Der Verein spielte in der höchsten Liga des Landes, der J1 League. 2009 gewann er mit dem Verein den J.League Cup. Am Ende der Saison 2010 stieg der Verein in die J2 League ab. Für den Verein absolvierte er 61 Ligaspiele. Im August 2011 wurde er an den Erstligisten Cerezo Osaka ausgeliehen. 2012 kehrte er zum Erstligisten FC Tokyo zurück. Im August 2013 wechselte er zum Ligakonkurrenten Shonan Bellmare. Am Ende der Saison 2013 stieg der Verein in die J2 League ab. 2014 wurde er mit dem Verein Meister der J2 League und stieg in die J1 League auf. Für den Verein absolvierte er 47 Ligaspiele. 2017 wechselte er zum Zweitligisten Fagiano Okayama. Für den Verein absolvierte er 46 Ligaspiele. 2019 wechselte er zum Ligakonkurrenten V-Varen Nagasaki. Für den Verein aus Nagasaki bestritt er 97 Zweitligaspiele. Nach fünf Spielzeiten wechselte er im Januar 2024 nach Singapur. Hier unterschrieb er einen Vertrag beim Erstligisten Albirex Niigata (Singapur). Der Verein ist ein Ableger des japanischen Vereins Albirex Niigata.

## Erfolge
FC Tokyo
- Japanischer Ligapokalsieger: 2009
- Japanischer Pokalsieger: 2011